# Природная угроза
Природная угроза — это природное явление, которое потенциально оказывает негативное воздействие на человека, животных или на окружающую среду. Природные угрозы можно разделить на две крупные категории: геофизические и биологические.
Примером различия между природной угрозой и стихийным бедствием является то, что землетрясение — это природная угроза, которая вызвала стихийное бедствие, а именно землетрясение 1906 года в Сан-Франциско. Природные угрозы могут быть спровоцированы или затронуты антропогенными процессами, например, изменением формы использования земли, дренажом почв и строительством.
В Национальный индекс Федерального агентства по чрезвычайным ситуациям (FEMA) включены 18 опасных природных явлений: лавина, прибрежное наводнение, холодный фронт, засуха, землетрясение, град, жара, ураган (тропический циклон), ледяной дождь, оползень, молния, речное наводнение, сильный ветер, торнадо, цунами, вулканическая активность, лесной пожар, зимняя погода. Кроме того, сюда также переиодически включаются торнадо и пыльные бури.

## Терминология
Природные угрозы и стихийные бедствия взаимосвязаны, но не являются одним и тем же. Природная угроза — это угрожающее событие, которое, вероятно, окажет негативное воздействие. Стихийное бедствие — это негативное воздействие, возникающее уже после фактического возникновения опасного природного явления в том случае, если оно наносит значительный ущерб сообществу.— Федеральное агентство по чрезвычайным ситуациям (FEMA)

## Анализ множественных опасностей
Каждый из типов природных угроз, описанных выше, имеет различающиеся характеристики с точки зрения пространственных и временных масштабов, на которые они влияют, частоты их возникновения и периодов повторяемости, а также показателей интенсивности и воздействия. Эти сложности приводят к тому, что метод оценки «единичной угрозы» становится обычным явлением, когда потенциал опасности от одного конкретного типа явления оказывается ограничен. При анализе такого рода, угрозы часто рассматриваются как изолированные или независимые. Альтернативой является подход множества угроз, который направлен на комплексный анализ вероятности возникновения всех возможных стихийных бедствий и их взаимодействий.
Существует множество примеров того, как одна природная угроза вызывает или повышает вероятность возникновения одной или нескольких других природных опасностей. Например, как землетрясение может спровоцировать оползни, так и лесной пожар может увеличить вероятность возникновения оползней, правда уже в будущем. Подробный обзор таких взаимодействий в отношении 21 опасного природного явления выявил 90 вероятных взаимодействий различной степени вероятности и пространственной важности. Также были доказаны прямые связи между опасными природными явлениями и антропогенными процессами Например, забор подземных вод может спровоцировать проседание почв.
Эффективный анализ угроз в любой целевой области (например, в целях снижения риска катастроф) в идеале должен включать изучение всех соответствующих угроз и их взаимодействий. Чтобы быть максимально полезным, анализ угроз должен быть расширен до оценки риска возникновения угроз, при котором принимается во внимание уязвимость среды для каждой из выявленных опасностей. Этот метод широко применяется для расчёта сейсмического риска, где оценивается возможное воздействие будущих землетрясений на сооружения и инфраструктуру, а также для оценки риска повреждений от сильного ветра и, в меньшей степени, риска наводнения. Для других видов стихийных бедствий расчет риска является более сложным, в основном из-за отсутствия функций, связывающих интенсивность угроз и вероятность различных степеней ущерба.

## Геологические угрозы

### Лавина
Лавина возникает, когда большая снежная или каменная масса скатывается вниз по склону горы. Лавина — это пример гравитационного течения, состоящего из гранулированного материала. При сходе лавины большое количество материала или смесей различных материалов быстро падает или скользит под действием силы тяжести. Лавины часто классифицируются по размеру или тяжести последствий, возникающих в результате их схода.

### Землетрясение

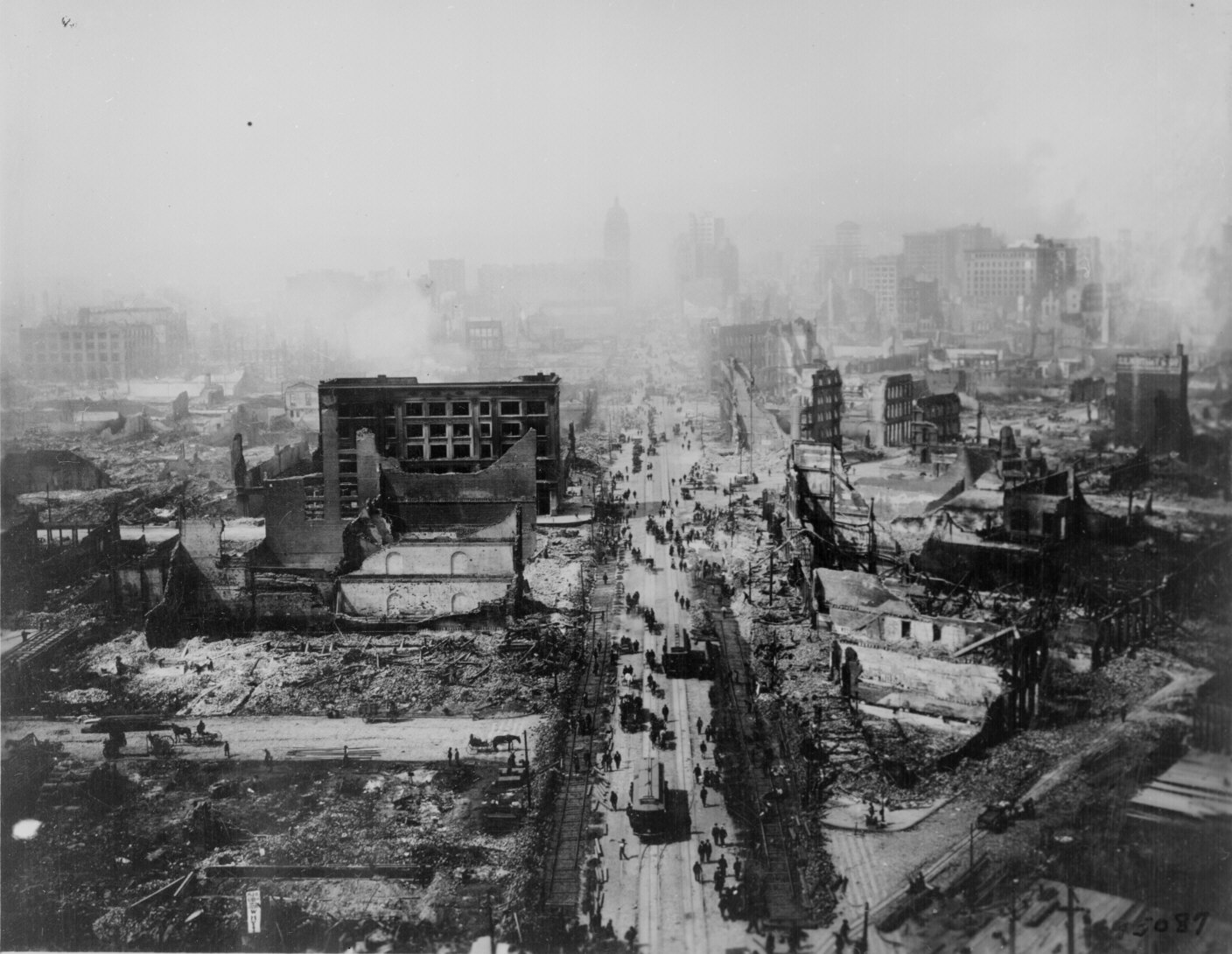
Сан-Франциско после землетрясения в 1906 году

Землетрясения, сейсмические волны на поверхности Земли, могут проявляться сотрясением или смещением грунта; когда землетрясение происходит на морском дне, возникающее в результате смещение океанской или морской воды иногда может привести к цунами. Большинство землетрясений в мире (90 % и 81 % самых крупных) происходят в подковообразной зоне протяженностью 40 000 км, называемой Тихоокеанским огненным кольцом.

### Береговая эрозия
Береговая эрозия — это физический процесс, в результате которого береговые линии в прибрежных районах по всему миру смещаются и изменяются, главным образом реагируя на волны и течения, на которые в свою очередь могут влиять приливы и штормовые нагоны. Береговая эрозия может быть результатом как долгосрочных процессов, так и эпизодических явлений, таких как тропические циклоны или другие сильные штормы.

### Лахар
Лахар — это тип природного явления, тесно связанного с извержением вулкана, и включает в себя большое количество материала, возникающего в результате извержения оледеневшего вулкана, и быстро стекающего по склону вулкана, состоящего из грязи от растаявшего льда, камней и пепла. Эти потоки могут разрушить целые города за считанные секунды и убить тысячи людей.

### Оползень
Оползень представляет собой массовое смещение наносов, обычно происходящее вниз по склону. Это может быть вызвано давлением, стягивающим естественные объекты вниз по склону, а также может происходить из-за вырубки лесов на холмистых зона, при строительстве дорог.

### Воронка
Воронка — это локализованное углубление в рельефе поверхности, вызванное обрушением подземной структуры, такой как пещера. Несмотря на редкость, воронки, внезапно образующиеся в населенных пунктах, могут привести к обрушению зданий.

### Извержение вулкана

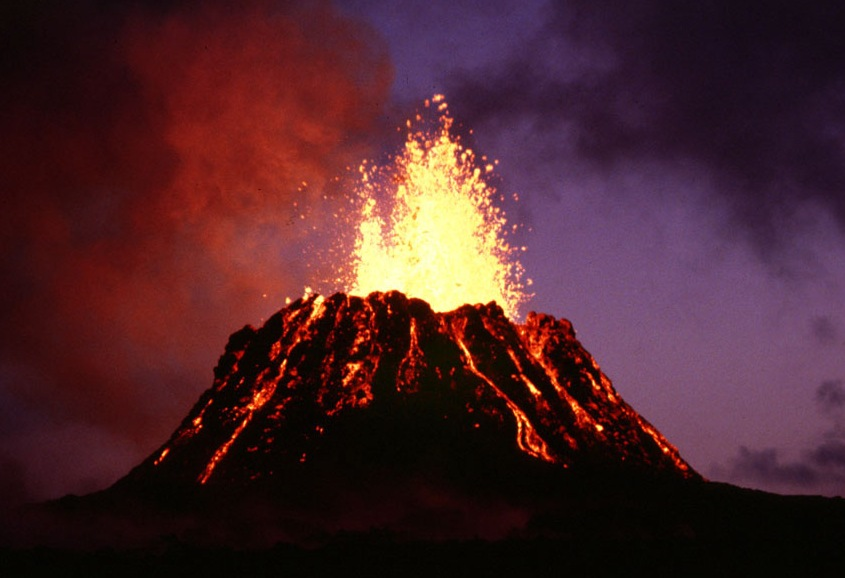
Извержение вулкана Пуу-Оо

Извержение вулкана — это момент, в которой вулкан наиболее активен и высвобождает всю свою силу. Извержения варьируются от ежедневных небольших извержений, которые происходят в таких местах, как Килауэа на Гавайях, до колоссальных извержений супервулканов на озере Тоба, сокративших человеческую популяцию до 10 000 или даже 1 000 пар, создав узкое место в эволюции человека. Некоторые извержения образуют пирокластические потоки, представляющие собой высокотемпературные облака пепла и пара, которые могут спускаться по горным склонам со скоростью, превышающей скорость авиалайнера.

## Метеорологические или климатические угрозы

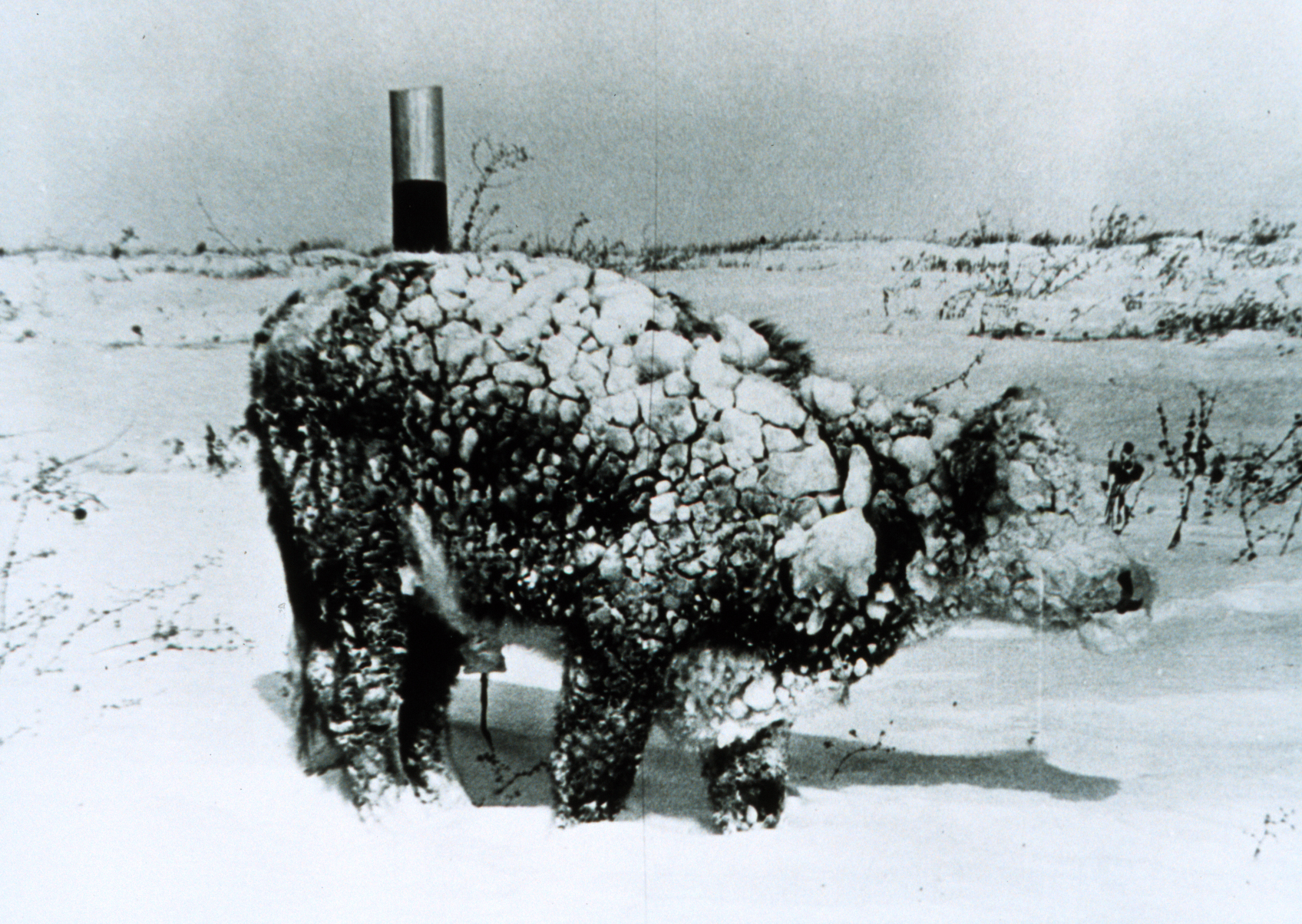
Молодой бычок после метели, март 1966 года

### Метель
Метель — это сильный зимний шторм с ледяными и ветреными условиями, характеризующийся низкой температурой, сильным ветром и обильным снегопадом.

### Засуха
Засуха — это период когда норма выпадения осадков опускается ниже среднего уровня в данном регионе, приводя к длительному дефициту водоснабжения в атмосферных, поверхностных или грунтовых источниках. Ученые предупреждают, что глобальное потепление и изменение климата могут привести к более масштабным засухам в ближайшие годы. Эти обширные засухи, имеют вероятность произойти на Африканском континенте из-за очень низкого уровня осадков и высоких температур.

### Град
Град — это природная угроза, при которой во время грозы образуется множество градин. Ливни с градом могут быть особенно разрушительными для сельскохозяйственных полей, уничтожая урожай и повреждая сельскохозяйственное оборудование.

### Жара
Жара — это опасность, характеризующаяся высокой температурой, считающейся экстремальной и необычной в районе в котором она возникает. Жара происходит редко и требуют сочетания определённых комбинаций погодных явлений и могут включать температурные инверсии, катабатические ветры или другие явления. Существует потенциал для более долгосрочных событий, вызывающих глобальное потепление или вызванное деятельностью человека потепление климата.

### Циклон
Циклон — это крупномасштабная воздушная масса, которая вращается вокруг сильного центра низкого атмосферного давления.

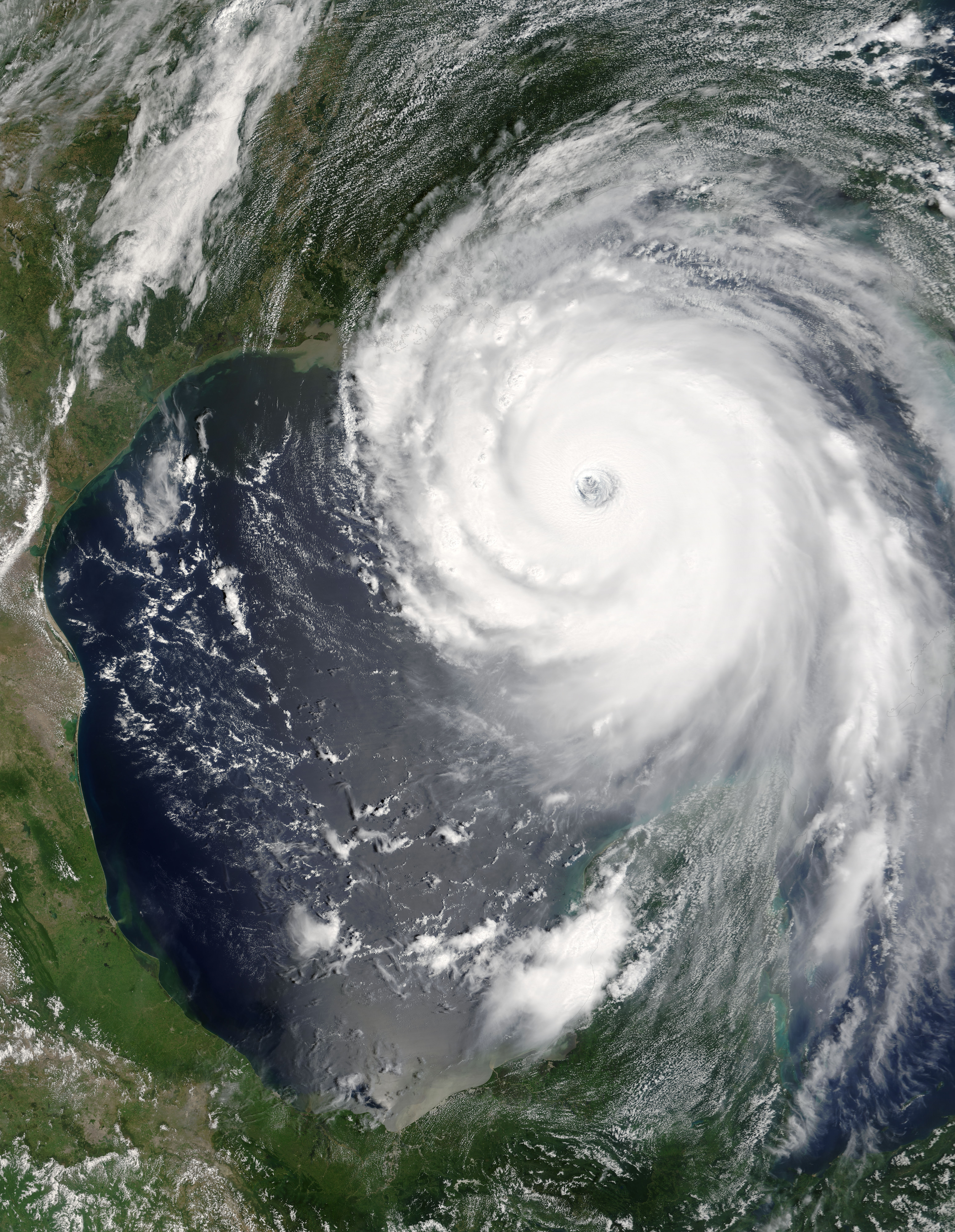
Ураган «Катрина»

Ураган, тропический циклон и тайфун — это разные названия циклонической штормовой системы, формирующейся над океанами. Он вызван испарением воды, выходящей из океана и превращающейся в шторм. Сила Кориолиса заставляет штормы вращаться со скоростью 74 мили в час (119 км/ч). Ураган как термин используется для обозначения циклонов со скоростью 74 мили/ч (119,09146 км/ч) в Индийском океане и тайфунов в западной части Тихого океана.

### Ледяной дождь
Ледяной дождь — это особое погодное явление, при котором осадки выпадают в виде дождя, моментально замерзая и образуя корку льда на поверхности любых объектов из-за атмосферных условий.

### Торнадо
Торнадо — это природная угроза, возникающая в результате грозы. Торнадо — это сильные вращающиеся столбы воздуха, которые могут дуть со скоростью от 80 км/ ч до 480 км/ч и выше. Смерчи — это торнадо, возникающие над тропическими водами в условиях небольшого дождя.

### Изменение климата
Изменение климата может увеличить или уменьшить погодные угрозы, а также непосредственно подвергнуть опасности имущество (за счёт повышения уровня моря) и живые организмы (за счёт разрушения сред обитания.)

### Геомагнитная буря
Геомагнитные бури могут нарушить или повредить технологическую инфраструктуру и дезориентировать виды ориентирующиеся с помощью магнитоцепции.

### Лесной пожар
Лесной пожар — это пожар, который горит неконтролируемым и незапланированным образом. Лесные пожары могут возникать в результате природных явлений, таких как удары молнии, так и в результате деятельности человека.

## Гидрологические угрозы

### Наводнения
Наводнение возникает в результате перелива воды за пределы её обычных границ в водоеме, или скопления воды на участках суши.

## Биологические угрозы

### Болезнь
Болезнь — это природная угроза, которая может быть усилена человеческими факторами, такими как урбанизация или антисанитария. Заболевание, поражающее множество людей, называют вспышкой или эпидемией.